# Здание Волжско-Камского банка (Воронеж)
Здание Волжско-Камского банка — административное здание в Воронеже, расположенное по адресу: Плехановская улица, 10.
Здание было построено в 1914—1915 годах по проекту известного воронежского архитектора М. Н. Замятнина для воронежского отделения Волжско-Камского банка. Главный фасад здания несколько асимметричен. Его богатый, пластически разработанный декор исполнен в стиле неоклассицизма.
После Великой Отечественной войны здание было восстановлено по проекту архитекторов Карелина и А. В. Миронова. С 1950-х гг. здание занимал исполком городского совета, а с 1990-х годов — администрация городского округа город Воронеж.